# Método Dayi
Dayi (literalmente "grande y fácil"), presentado en 1987, usa 46 componentes o partes de un carácter, colocados en un teclado estándar QWERTY. Con 40 de estas 46 partes se pueden formar todos los caracteres del chino tradicional. Las restantes 6 teclas se usan para escribir direcciones. En algunos casos, como en el sistema CJK OS para Palm OS, se omiten estas 6 últimas teclas, y se añaden las correspondientes a los signos de puntuación. Los sistemas operativos más comunes permiten instalar este método.

## Características principales
El método Dayi está basado en la estructura de los caracteres, no en la pronunciación. Esta característica significa que no es necesario conocer la fonética que corresponde a cada sonido, ni está ligado a alguna lengua china en particular, como el mandarín o el cantonés. Por el contrario, es necesario conocer el orden en que se escriben los trazos, pero no los radicales o raíces de los caracteres. Por esta razón puede ser útil, por ejemplo, para que estudiantes del idioma chino busquen en un diccionario digital palabras cuyo significado desconocen.
Tiene una curva de aprendizaje más alta que otros sistemas basados en las partes del carácter, como el Wubi, aunque a la larga, puede resulta menos práctico. Aun así, su aprendizaje es mucho más lento que el de un método fonético como el Pinyin o Bopomofo.
Cuando en un teclado hay diversos símbolo para escritura china en cada tecla (por ejemplo, junto con el bopomofo), el Dayi suele presentarse abajo a la derecha.
Estos son los 40 símbolos básicos para la formación de ideogramas:
- 言牛目四王門田八足金
- 石山一工糸火艸木口耳
- 人革日土手鳥月立女虫
- 心水鹿禾馬魚雨力舟竹

(En algunos teclados 立 aparece como 之, y 舟 como 點).
Con ellos se pueden hacer combinaciones como las siguientes:

## Lista de trazos que se pueden formar con cada tecla
A cada tecla, además de la imagen representada, le corresponden otros trazos. Por ejemplo:
- 子=馬+手 (b+g) (niño, fruto, semilla)
- 凶=水+山 (x+w) (mal, triste)

Ésta es una lista no exhaustiva trazos de un carácter que pueden formarse con cada una de las 40 teclas:
| Primera línea del teclado | Segunda línea del teclado |
| Dayi1-1to0.png            | Dayi1-qtop.png            |

Tercera línea...
人 [a] = 人入亻亽
革 [s] = 十廿革
日 [d] = 日曰
土 [f] = 土士丰耂丯
手 [g] = 手扌
鳥 [h] = 鳥戶尸厂户丆
月 [j] = 月亅乊冃爫
之 [k] = 之立立亠礻衤
女 [l] = 女, el trazo más largo en 世 que asemeja una L, los tres trazos paralelos en 巡, el trazo intermedio que parece ㄣ en 吳.
虫 [;] = 虫厶. (Suele ser la “ñ” en los teclados en español).
Cuarta línea
心 [z] = 心忄
水 [x] = 水又乂夂夊攵乄氵氺
鹿 [c] = 七乙匕鹿气虍广乁乚飞
禾 [v] = 大夫禾
馬 [b] = 馬乛习勹
魚 [n] = 刀夕角魚彑刂
雨 [m] = 雨冂冖宀冎
力 [,] = 力犭
點 [.] = 方舟丶冫
竹 [/] = 竹丿 彡 (Es “-” en algunos teclados en español). 
Algunas de las teclas se eligieron siguiendo alguna relación que pudiera facilitar su memorización. Por ejemplo, en la tecla X se encuentra 水, con la que tiene cierta semejanza visual; en la F, está 土, que puede parecer una doble "F" invertida; en la Y está 火, cuyos dos trazos más largos recuerdan una "Y" boca abajo; otros casos de semejanza visual son la tecla A con 人, la O con 口, la J con el último trazo de 月, la W con 山, la M podría asemejarse a 雨, con la tecla / (en algunos teclados es la última tecla de la fila inferior antes de "mayúscula" del lado derecho) es el primer trazo del carácter 竹.
En otras teclas se ha buscado ulteriormente un dato que recuerde ese carácter. Por ejemplo, en la L de "Lady" (señora en Inglés) está 女 (mujer), en la D de día está 日 (sol, día).
En otras teclas la relación es más cercana: con la tecla 4 (四) se puede formar justamente 四 (4), y con 8 (米) se puede formar 八 (8). 
A continuación se muestra la combinación para algunos de los caracteres más comunes. En principio todos los caracteres chinos se pueden formar con cuatro o menos teclas. Muchos caracteres tienen además una abreviatura de dos teclas. Algunos editores solo aceptan la primera de las combinaciones.
| 我 [禾手王, 禾王] | 們 [人門]                   |
| 你 [人魚糸, 人糸] | 讓 [言之口之, 言之之, 言之] |
| 出 [山山]         | 現 [王目石]                 |
| 在 [革言土]       | 內 [雨人]                   |
| 心 [心]           | 地 [土馬言鹿]               |
| 點 [四足口]       | 城 [土鳥馬王]               |

En el caso de caracteres que contengan más partes de las que se pueden formar con cuatro teclas, ordinariamente se forman con las primeras tres partes y la última. Por ejemplo 歡, que se forma con "uooa". También en las abreviaturas de dos teclas se usan la primera y la última parte de un carácter.